# NSD
NSD (Name Server Daemon) — сервер DNS с открытым исходным кодом, разработанный компанией NL Net Labs в сотрудничестве с RIPE NCC.
NSD разрабатывался с нуля в качестве только ответственного сервера (то есть, не реализует рекурсивные запросы и кэширование). Одной из целей разработки являлось повышение разнообразия DNS-серверов и, следовательно, повышение устойчивости системы доменных имен к ошибкам в программном обеспечении и атакам на уязвимости.
NSD использует файлы описаний зон в стиле BIND и может использовать файлы BIND без изменений. Вся информация компилируется с помощью zonec в двоичный формат (nsd.db) для ускорения загрузки. Также в процессе компиляции могут быть выявлены ошибки синтаксиса, что позволяет исправить их еще до того, как они станут доступны серверу.
Процессы NSD работают от имени непривилегированного пользователя, что позволяет легко поместить его в изолированное окружение (такое, как chroot). Таким образом, даже если в нем обнаружится уязвимость, её использование не позволит скомпрометировать всю систему.
На 2011 год NSD используется следующими корневыми серверами:
- k.root-servers.net[2];
- h.root-servers.net[3];
- l.root-servers.net[4].